# Tarô de Marselha
O Tarô de Marselha, também conhecido pela designação francesa Tarot de Marseille, é um baralho de cartas clássico e um dos mais conhecidos. É um padrão a partir do qual todos os baralhos de tarô derivam.
Trata-se de um jogo de 78 cartas, distribuídas em dois grupos: arcanos maiores e arcanos menores.
Nos últimos anos este padrão vem vivendo um renascimento ao receber a atenção de diversos tarólogos e tarotistas, com o lançamento de restaurações de Tarôs antigos além de facsímiles de edições históricas em edições cuidadosas.

## Origens
O pesquisador Michael Dummett, filósofo e estudioso dos jogos de cartas, concluiu que - na falta de provas documentais anteriores - o baralho de Tarô foi provavelmente concebido no norte da Itália, no século XV e introduzido no sul da França, quando os franceses conquistaram Milão e Piemonte em 1499. Os antecedentes do Tarô de Marselha, então, foram introduzidos no sul da França. O jogo de tarô declinou na Itália, mas sobreviveu na França e na Suíça. Os desenhos são de caráter medieval e podem ter recebido influencia do vitral gótico, em razão de suas linhas ou de suas cores. Quando o jogo foi reintroduzido no norte da Itália, o padrão das cartas reconhecido como “de Marselha” foi introduzido na região.

## Etimologia
O termo "Tarô de Marselha" é utilizado pela primeira vez em 1859 nos escritos de Roman Merlin; em sua obra  - Origem das cartas de jogar 1793 - 1876 ,em seguida é utilizada pelo ocultista francês Papus (Gérard Encause) no Capítulo IX do seu livro Le Tarot des bohémiens (O Tarô dos Boêmios); e é popularizado a partir de 1930 pelo cartier e escritor francês Paul Marteau. O uso desse nome coletivo refere-se a uma variedade de designs intimamente relacionados que foram produzidos na cidade de Marselha, sul da França, cidade centro de fabricação de cartas de jogar e que também (em tempos anteriores, contemporâneos e posteriores) foram feitos em outras cidades da França, Suíça, Bélgica e Áustria. O Tarô de Marselha é o padrão a partir do qual muitos baralhos de tarô do século XIX e, posteriormente, são derivados.
A tradução do termo original – Tarot de Marseille - para o português segue o exônimo usado para abordar o nome desta cidade francesa.

## Estrutura
Ocultistas e muitos leitores atuais do Tarô dividem as cartas em duas séries:
- Os Arcanos Menores: assim como outros baralhos de tarô, o Tarô de Marselha contêm 56 cartas divididas em quatro naipes. Nas versões de língua francesa do Tarô de Marselha, esses naipes são identificados pelos nomes de: Bâtons (paus), Épées (espadas), Coupes (copas), e Deniers (moedas). Cada um destes naipes contam de Ás (1) ao 10. E para cada um, há quatro figuras da corte: um Valet (Valete ou Pagem), Chevalier ou Cavalier (cavalo-cavaleiro), Reine (Rainha) e Roi (Rei). As cartas da corte são às vezes chamadas de Les Honneurs (As Honras) ou Les Lames Mineures de Figures (As Cartas das Figuras Menores) em francês.

No Tarô de Marselha, como é padrão entre os jogos italianos, o naipe de espadas é desenhado como um símbolo abstrato em linhas curvas, formando uma forma que lembra uma mandorla. Nas cartas pares, só há essas linhas curvas e alguns detalhes florais fora da estrutura. Nas ímpares, uma única espada totalmente entrecruzada pelas curvas das outras. O naipe de paus é desenhado com objetos retos que se cruzam formando uma treliça cada vez maior; nas cartas ímpares uma única varinha vertical passa pelo meio da rede. Sobre as dezenas de ambos - espadas e paus - dois objetos totalmente entrecruzados aparecem impostos aos desenhos abstratos. As varinhas retas alinhadas e as espadas curvas continuam a tradição dos mamelucos  nas cartas, em que as espadas representam cimitarras e os paus os tacos de polo.
A maioria dos baralhos preenchem os espaços em branco das cartas com decorações florais. O II de copas, normalmente, contêm um caduceu floral terminando em duas heráldicas cabeças de golfinhos. O II de Moedas normalmente possui uma união entre as duas moedas representada por uma fita, esta fita é um lugar comum para o fabricante incluir o seu nome e a data.
- Os Arcanos Maiores: totalizando 21 cartas numeradas e uma sem número (Le Fol, Le Mat, o Louco, a desculpa etc) Muitos tarotistas hoje em dia chamam essas 22 cartas de Atouts (Trunfos) ou Les Lames Majeures de Figures (as cartas das figuras principais), em francês.

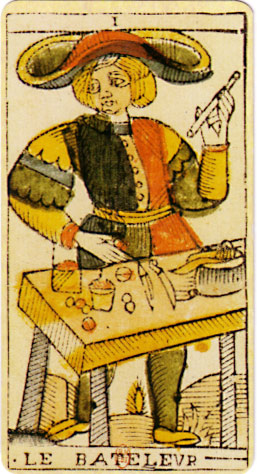
Le Bateleur (O Charlatão, O Malabarista, O Mago)
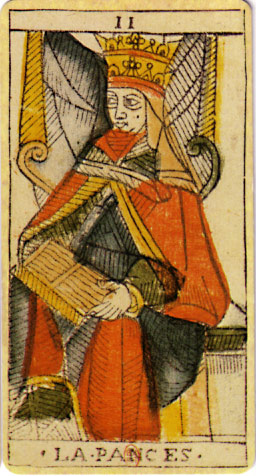
La Papesse (A Papisa)
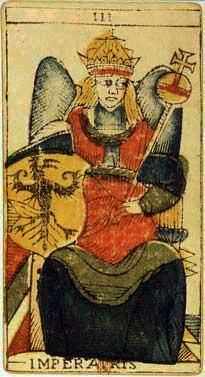
L'Impératrice (A Imperatriz)
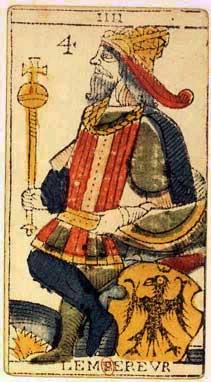
L'Empereur (O Imperador)
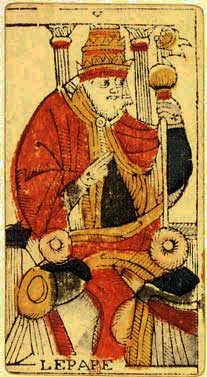
Le Pape (O Papa)
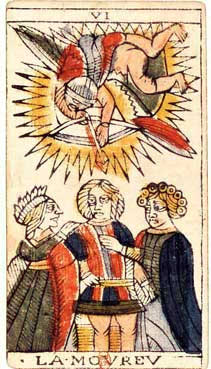
L'Amoureux (Os Amantes)
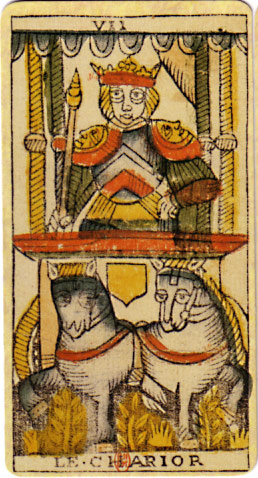
Le Chariot (O Carro)
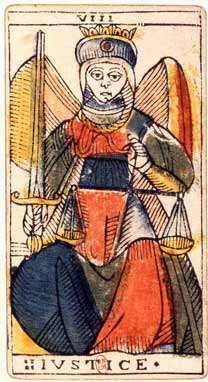
La Justice (A Justiça)
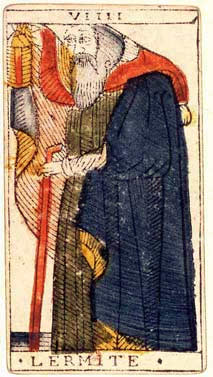
L'Hermite (O Heremita)
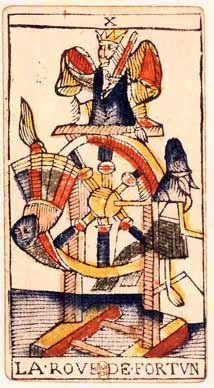
La Roue de Fortune (A Roda de Fortuna)
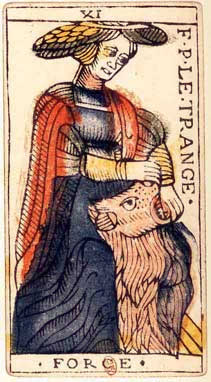
La Force (A Força)
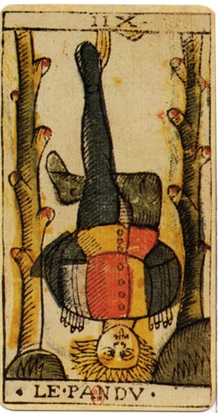
Le Pendu (O Pendurado)
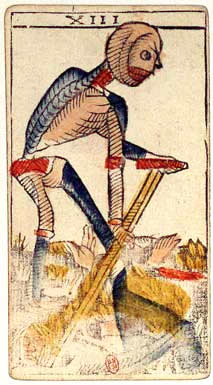
L'Arcane sans nom (La Mort) (Geralmente sem nome,  "arcano sem nome", A Morte, ou treze)
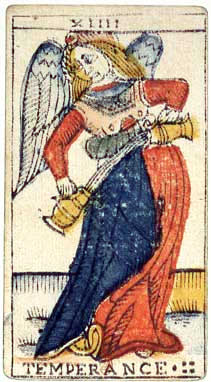
Tempérance (A Temperança)
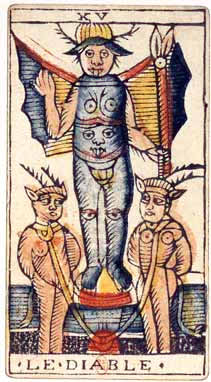
Le Diable (O Diabo)
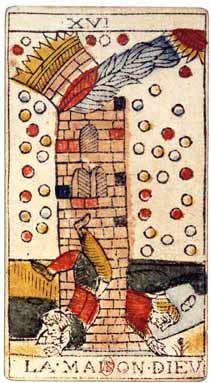
La Maison Dieu (A Casa Deus)
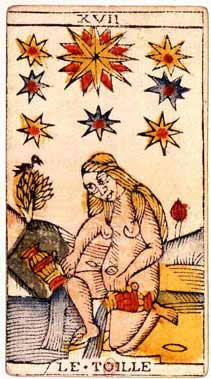
L'Étoile (A estrela)
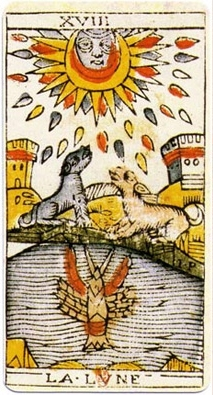
La Lune (A Lua)
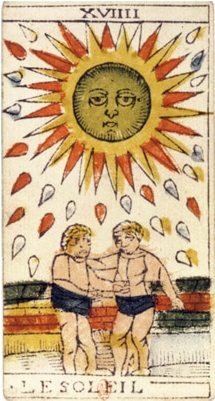
Le Soleil (O Sol)
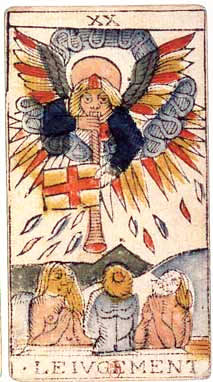
Le Jugement ([O Julgamento)
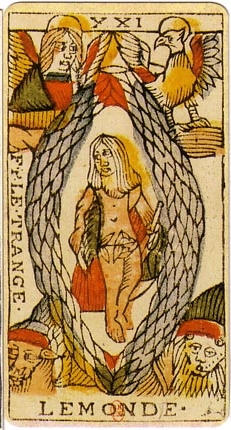
Le Monde (O Mundo)
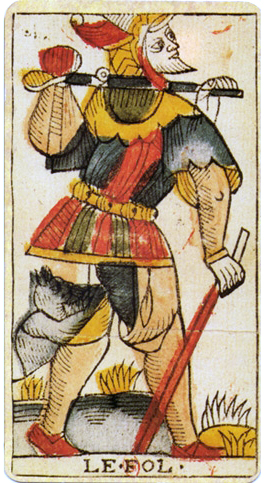
Le Fol (Le Mat) (O Louco)

As imagens acima são do Tarô gravado no começo do século XVIII no ateliê de Jean Dodal, na cidade de Lyon - França.

## Imagens diversas

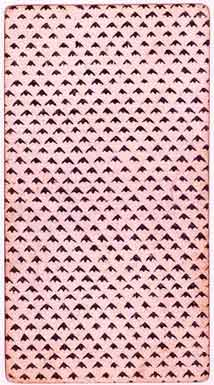
O verso das cartas de Jean Dodal
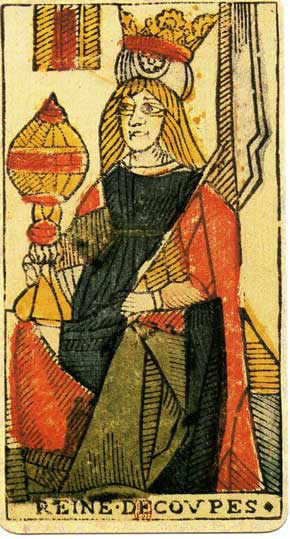
A Rainha de Copas
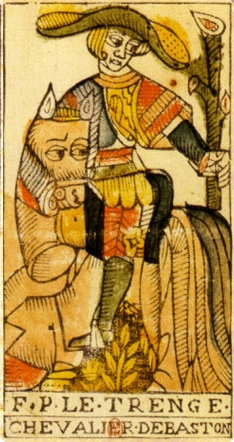
O Cavaleiro de Bastões
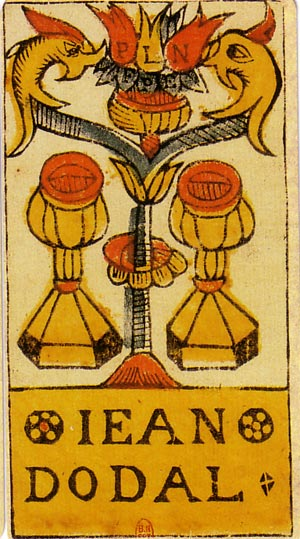
O II de Copas mostrando o nome do editor

O Tarô de Marselha segue o padrão milanês das cartas. Originado na corte de Visconti em Milão, deste originaram os tarôs franceses e suíços, e é provavelmente o mais conhecido. Jean-Claude Flornoy denomina essa categoria como a tradição milanesa, a tradição dos imagineiros medievais.São suas características:
- A ordem dos 22 trunfos, numerados ao alto e com seus nomes embaixo das cartas (com pequenas variações de grafia e ortografia): I bateleur, II papesse, III impératrice, IIII empereur, V pape, VI amoureux, VII chariot, VIII justice, VIIII ermite, X roue de fortune, XI force, XII pendu, XIII mort (carta geralmente sem nome), XIIII tempérance, XV diable, XVI maison dieu, XVII etoile, XVIII lune, XVIIII soleil, XX jugement, XXI monde, e Fou (fol, mat) sem número;
- Numeração das cartas seguem os números romanos.[8]

As variações gráficas dos desenhos são divididas pelos especialistas em dois tipos de tarôs de Marselha: TdM I e TdM II. Esta classificação segue características de algumas cartas.
A orientação à esquerda (de quem vê) do cupido, na carta VI, a cortina do Chariot, a figura central de Le Monde possui uma capa. Seguindo esta iconografia estão os exemplares mais antigos e ainda preservados, os baralhos de Jean Noblet, cartier parisiense do século XVII e o de Jean Dodal (cartier de Lyon), do fim do século XVII ou começo do século XVIII. Fazem parte da categoria denominada de TdM I.
O TdM II é uma categoria em que o modelo mais antigo de baralho corresponde ao século XVIII, o mais antigo desta categoria é o baralho de Pierre Madenié, em Dijon, de 1709. Os exemplares conhecidos do Tarô de Marselha e que foram efetivamente produzidos nesta cidade são essencialmente mais tardios. François Chosson (1736), Jean Tourcaty (1745), Nicolas Conver (1760), para citar alguns. Os tarôs marselheses, propriamente ditos, possuem certas particularidades em comum (a visão de perfil da carta La Lune, o desenho da cortina de Le Chariot etc.).

## Arte divinatória do Tarot de Marseille.
Para o uso do Tarot de Marseiile como arte divinatória, podemos afirmar que o estudo de Alejandro Jodorowski, realizado no fim do século passado, é a forma mais próxima da verdade que encontramos na literatura. Como não conhecemos o autor dos desenhos ou da estrutura original das cartas, o livro "O Caminho do Tarot" de Jodorowski e Marianne Costa nos dá uma visão completa e sem deturpação ou correspondências com outras formas ocultas. Ele descobriu que a numerologia decimal é a chave para a interpretação primária, original, das cartas e seus desenhos, e a carta 21 ,O Mundo é o razão da construção completa da estrutura do Tarot. 
Na numerologia decimal, o número 1 é a totalidade em potência que gera no 2 um acúmulo de energia para uma futura ação do número 3. Depois dessa explosão temos um equilíbrio no número 4 que é rompido pelo 5 e superado no número 6. Voltamos a ação, mas agora com a experiência de já ter experimentado os acertos e os erros com o número 7, enfrentamos as consequências dessas ações no 8 e concluímos, refletindo no número 9. Renovados, recomeçamos no 10, que é a totalidade realizada. 
Como no Tarot, os Arcanos maiores vão do número 0 até o número 21, ele retirou da numerologia decimal a carta 0, o Louco e a 21, o Mundo, que são um impulso e o fim, respectivamente, e fez pares entre as outras 20 cartas, usando a unidade final de cada número da carta. Então a carta 1, O Mago e a carta 11, A força, carregam a energia do número 1. As cartas 2, A Papisa e a 12, O Enforcado, a energia do número 2 e assim até as cartas 10, A Roda da Fortuna e 20, O Julgamento, com a energia do número 10. Para as figuras da corte, ele associou cada uma das 4 figuras com 2 números. O Valete tem as características das energias dos números 2 e 3. A Rainha, do 4 e 5, o Rei do 6 e 7 e o Cavaleiro dos números 8 e 9. Para maior entendimento sobre esse estudo, o livro "O caminho do Tarot" de Jodorowski e Marianne Costa é indispensável. 
O estudioso de Tarot de Marseille Eduardo Rivoiro Alpes, designa através desse estudo, uma característica singular para cada carta. Para os Arcanos Maiores. a carta O Louco se classifica como energia dinâmica, a carta O Mago, uma totalidade em potência, A Papisa, uma preparação para uma futura ação que será realizada pela carta A Imperatriz. O Imperador tem as características de estabilidade e de poder, O Papa é o guia, o mediador, O Namorado, uma escolha a ser feita para encontrar harmonia, O Carro, uma conquista, A Justiça, a severidade das leis, a organização. O Ermitão, a sabedoria para ir além e A Roda da Fortuna finaliza e traz alterações nos planos. A Força, um domínio, um novo início. O Enforcado, estagnação, a visão de outro ângulo. A carta Treze, sem nome, é a renovação necessária, A Temperança, a ponderação, o nosso anjo protetor, e O Diabo, a tentação dos vícios, das ilusões. A Casa de Deus, é a abertura, a liberdade das amarras da vida, A Estrela, o entusiasmo da esperança no que virá, A Lua, as emoções, o enfrentamento dos medos e traumas do passado, O Sol, o novo amanhecer, sucesso, O Julgamento renova e ajusta o que ficou pendente, e por fim, O Mundo, a totalidade realizada.
Para os trunfos menores podemos classificar assim:
As Espadas são o mundo da mente, seus conflitos e não tem limites. O Ás é acreditar no desejo, o 2 os bloqueios pessoais, o 3 uma decisão para romper esses bloqueios, o 4 é conservador, o 5 é a mente aberta, criativa, o 6 é o descanso, o 7 uma estratégia que pode ser uma vingança, o 8 a restrição dos pensamentos, o 9 uma reflexão e o 10 traz a verdade, tudo ficará como aprendizado. O Valete é inexperiente, gosta de ajudar, a Rainha guarda no coração as experiências da vida para poder agir no futuro, o Rei é estrategista, inteligente e o Cavaleiro está sempre em busca da verdade, da justiça.
As Copas são o mundo dos sentimentos, das emoções. O Ás é o êxtase, o desabrochar das emoções, o 2 traz uma descoberta feliz, o 3 um entusiasmo, o 4 emoções estáveis que pode causar um desconforto, o 5 novas emoções com instabilidade, o 6 uma revisão do que está vivendo, o 7 traz as possibilidades de realizações, os sonhos, o 8 as escolhas, abandono dos supérfluos, o 9 traz maturidade nas decisões e o 10 Novos ares, a felicidade almejada. O Valete é amoroso, tímido e está pronto para ajudar, a Rainha é romântica e usa de sua experiência para resolver os problemas, o Rei usa de suas habilidades, é caprichoso, gosta de ser bajulado mas é um grande amigo e o Cavaleiro está sempre em busca de emoções.
Os Paus são os desejos, as atitudes. O Ás é a própria ação, o 2 uma indecisão, os vários caminhos a tomar, o 3 uma expansão, o 4 o bem-estar conquistado, a rotina, o 5 novos desejos que causam conflitos, o 6 o reconhecimento pelos atos, o 7 avanços, novos rumos, o 8 traz as regras, o foco para realizar, o 9 a perseverança para continuar e o 10 a realização dos esforços. O Valete é prestativo, entusiasmado, a Rainha é virtuosa, domina seu ambiente e age discretamente, o Rei é ativo, determinado, feliz e o Cavaleiro esta sempre em busca de algo, de ação.
Os Ouros são as necessidades diárias de cada um, onde o ás é a mais pura ambição, o 2 é um acúmulo de recursos, o equilíbrio antes de entrar em ação, o 3 põe em prática o que se acumulou, o 4 a solidez, os resultados, o 5 o risco de querer mais, aventura sem saber se dará certo, o 6 a recuperação dos deslizes, o 7 a volta do entusiasmo para progredir, o 8 a organização, a dedicação o 9 traz os ganhos merecidos, a vontade de mudar e o 10 a prosperidade conquistada. O Valete é objetivo, econômico e tem muitos planos, a Rainha é poderosa, rica, sempre consegue realizar seus planos, o Rei é poderoso, humanitário, defende suas ideias e o Cavaleiro busca riquezas, é ambicioso e destemido .

### Tarôs ditos Belgas - de Ruão e de Bruxelas, também chamadas de cartas suíças
Foram tarôs produzidos na Bélgica, mas o exemplar mais antigo é francês, de Ruão (o Tarot de Adam Hautot). Surge em meados do século XVIII. O tarô de Jacques Viéville guarda grande semelhança com o baralho de Adam Hautot.
O Louco ou Mat é numerado XXII. Além disso, como na variante chamada de Besançon, a Sacerdotisa (II) e o Papa (V) são substituídos por outras figuras, aqui, respectivamente Capitaine Fracasse  e Bachus (o deus grego Baco). O Mago (I), O Diabo (XV), Foudre (XVI) e a Lua (XVIII) apresentam motivos semelhantes aos do Tarô de Jacques Viéville.
Jean-Claude Flornoy identificava essa figuração como pertencente à tradição piemontesa ou tradição dos talhadores de pedra, dos carpinteiros, dos arquitetos e dos mestres-de-obras.

### Tarô de Besançon e os Tarôs revolucionários
O Tarõ de Besançon (TdB), nasceu provavelmente em Estrasburgo no século XVII.
Sua estrutura é idêntica ao Tarô “de Marselha” à exceção de dois trunfos La Papesse (II) e Le Pape (V) (que são substituídos respectivamente por ''Junon'' e ''Jupiter''). Essas mudanças, presumivelmente, foram realizadas para evitar controvérsias relativas à religião. O Ás de Copas adota um formato mais arredondado do que o Tarô  "de Marselha". Le Ermite às vezes é chamado de O Capuchinho (Le Capucin, nos originais).
Após a Revolução Francesa, versões secularizadas do Tarô foram impressas, baseadas no Tarô "de Besançon", por exemplo as figuras de L'Impératrice (III) e de L'Empereur (IIII) foram nomeadas como La Grand-mère (a avó) e o  Le Grand-père (o avô), L'Ermite tornou-se Le Pauvre (o pobre). Além de vários símbolos da realeza serem desfigurados.
Entre os cartiers que produziram baralhos seguindo este modelo foram: Lachapelle ( Estrasburgo , para 1715), Laudier ( Estrasburgo, 1746), J-B Benoist (Estrasburgo, para 1720 ), J. Jerger (Besançon , início do século XIX), Lequart (Paris, por volta de 1880).
Este último impressor editou o baralho em 1891 que serviu de base a Paul Marteau em 1930, para seu tarô. Porém este substituiu Junon e Jupiter pelas cartas tradicionais (Papesse e Pape), porém não se sabe ao certo quais modelos pictóricos para estas cartas ele tenha utilizado.

## Tarô piemontês

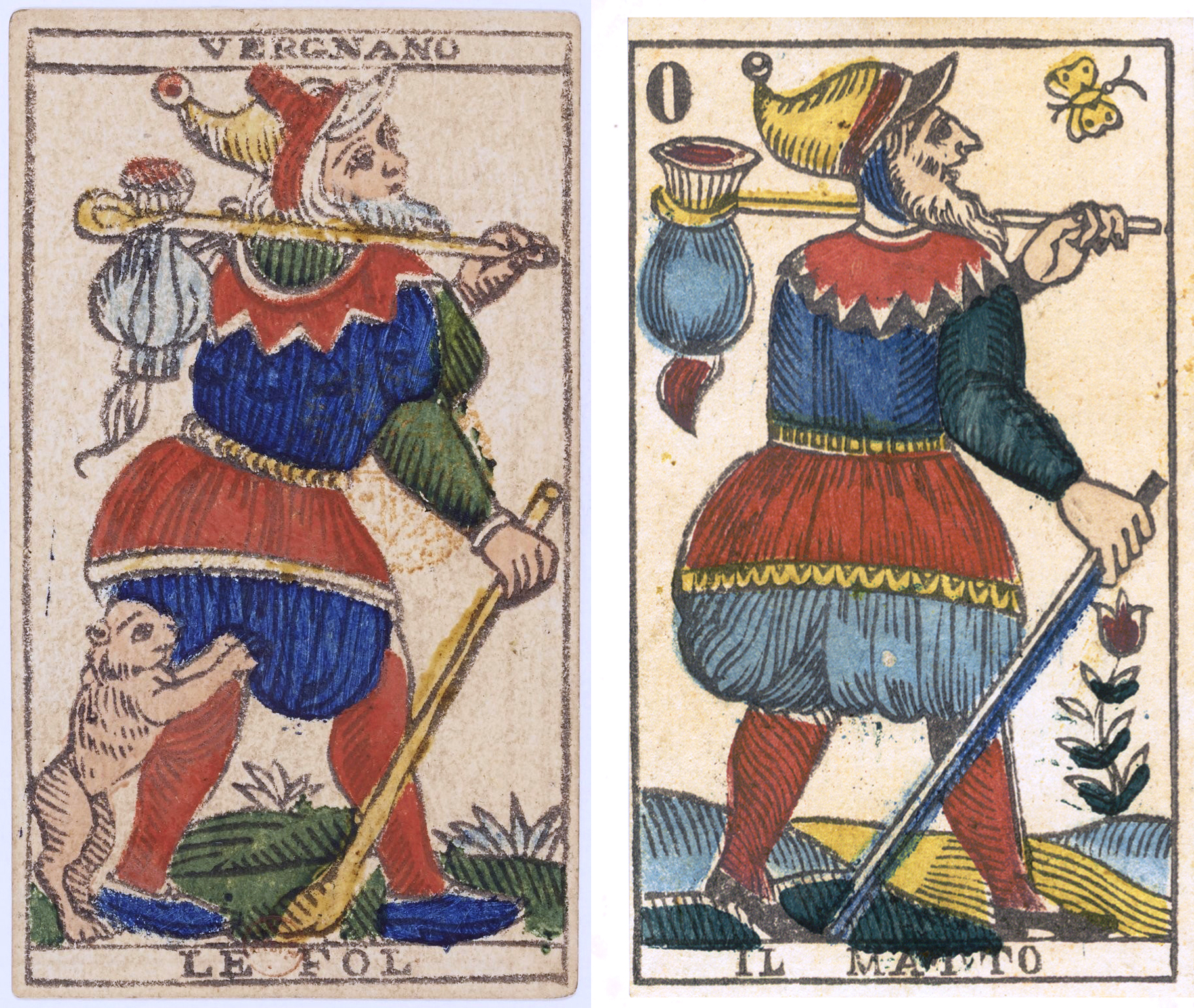
Le Fol - Il Matto. O Louco em dois versões diferentes do Tarot Vergnano impresso em Turim (norte da Itália) por Stefano Vergnano: 1827 (esquerda) e por volta de 1830 (direita).

O início do século XVIII o Tarô de Marselha foi introduzido no norte da Itália do Reino da Sardenha, que também incluiu o Savoy (agora em França) e o Piemonte, onde as fábricas de Tarot tinha entrado em uma crise profunda. Os jogadores piemonteses não torná-lo difícil de aceitar Tarô de Marselha, porque as imagens foram semelhantes e até mesmo a legendagem em língua francesa foi generalizada em muitas áreas de Piemonte.
Por volta de 1820 alguns fabricantes de ativos em Turim, capital do Reino da Sardenha, começou a produzir o Tarô de Marselha, mas com legendas em italianos e pequenas variações em certas figuras. Por exemplo, o Louco não foi perseguido por um animal selvagem, mas tinha diante de si uma borboleta.
Em poucas décadas, uma variação após outra, foi consolidada a iconografia do Tarô piemontês, que, portanto, deve ser considerado como uma derivação do Tarô de Marselha.

## Tarô de Marselha no Brasil
No Brasil o primeiro Tarô de Marselha foi lançado pela Editora Três como brinde acompanhando o 1º volume da Biblioteca Planeta em 1974. Sendo reeditado em 1975, novamente como brinde. Em abril de 1983 a Revista Planeta (nº127-B) lança uma revista especial com as 78 cartas do Tarô de Marselha.
E em 1985 é lançado pela Editora Pensamento o clássico livro: O Tarô de Marselha, acompanhado de 78 cartas. De autoria de Carlos Godo, médico, pesquisador e um dos fundadores do Instituto Nokhooja. E de acordo com informações da editora este livro - em 2011 - estava na sua 23ª edição. O baralho que acompanha o livro é cópia do impresso pela Grimaud. Os traços das gravuras foram refeitos, pelo artista gráfico Paulo Henrique Hiss. Já as cores reproduzem exatamente a versão da Grimaud, com todas as simplificações e defeitos que passaram a ocorrer no processo de impressão mecânica das cores no séc. XIX.

#### Antigo Tarô de Marselha
Editado pela Editora Pensamento e com organização a cargo de Zilda Hutchinson Schild Silva, foi publicado originalmente por Lo Scarabeo (Itália) como Ancient Tarot of Marseilles. Na contra capa aparece: “reprodução filológica minuciosa de um dos mais especiais modelos do Tarô de Marselha”.
Apesar das informações presentes na caixa dizerem se tratar de uma das primeiras edições do baralho de Nicolas Conver, a partir da observação da paleta de cores utilizada, verifica-se que não é assim que ocorre.
A edição de  Lo Scarabeo é uma fotoreprodução de um modelo de 1870, de uma coleção particular. Verifica-se que o verde e o amarelo apresentam matizes mais vibrantes, esta diferença pode vir tanto do momento original da impressão quanto do próprio envelhecimento.
o modelo de Lo Scarabeo utiliza seis cores, ao contrário da Biblioteca Nacional da França que utiliza sete cores. A versão de Lo Scarabeo aparenta ser uma versão de baixo preço, comparada ao modelo da BNF, pois o primeiro tem suas cores preenchidas de maneira descuidada.
Por fim, a carta de 6 de Paus está faltando na edição italiana, esta carta foi recolocada utilizando o modelo da carta 7 de paus.

#### Tarô de Nei Naiff e Thais Linhares
Nei Naiff ou Claudinei dos Santos, é o autor do livro Curso Completo do Tarô (2002), que vem acompanhado das 78 cartas do tarô. As ilustrações ficaram a cargo de Thais Linhares. Na publicação pela editora Nova Era, o jogo de cartas está no tamanho 8,5 x 13 cm e é plastificado. Nas edições BestBolso as cartas (5,5 x 9 cm), anexadas ao livro, dispensaram a plastificação, mas precisam ser destacadas e recortadas.
Apesar de não ser um Tarô de Marselha propriamente dito, é uma versão que guarda diversas semelhanças. Os arcanos maiores e as figuras da corte seguem o layout e a postura dos personagens do Tarô de Marselha. As cartas da corte e os ases de paus, espadas e moedas também mantêm a iconografia clássica. As variações mais evidentes estão na relativa diminuição do volume das representações humanas em relação ao tamanho da lâmina. E o Ás de Copas e as cartas numeradas de 2 a 10 seguem um padrão diferente.
De acordo com Thais Linhares os desenhos foram feitos à mão, escanerizados e coloridos digitalmente.

#### Magia Do Tarot De Marselha
Publicada pela Editora Alfabeto e de autoria de Myriam Nunes é uma caixa com um livro de 240 páginas acompanhado das 78 cartas que medem 7,5 x 14 cm. Também segue o padrão impresso pela Grimaud. De acordo com a editora o livro trata: “[d]os principais aspectos de cada uma das cartas dos Arcanos Maiores. O livro apresenta 33 exercícios que visam a expansão da consciência à medida que os símbolos ali contidos são incorporados. E também ensina diversas modalidades de jogos.” A editora não dá maiores detalhes quanto ao trabalho gráfico das cartas.